# 维列莫尔贡
维列莫尔贡（法語：Villié-Morgon，法語發音：[vilje mɔʁɡɔ̃]）是法国罗讷省的一个市镇，属于索恩河畔自由城区。

## 地理
维列莫尔贡（46°9'44"N, 4°40'50"E）面积18.74 平方千米，位于法国奥弗涅-罗讷-阿尔卑斯大区罗讷省，该省份为法国中东部省份，北起顺时针与索恩-卢瓦尔省、安省、里昂大都会、伊泽尔省和卢瓦尔省接壤。
与维列莫尔贡接壤的市镇（或旧市镇、城区）包括：希鲁布勒、塞尔谢、博若莱地区科尔塞勒、弗勒里、朗谢、雷涅-迪雷特、博若莱地区贝尔维尔、德格罗讷。
维列莫尔贡的时区为UTC+01:00、UTC+02:00（夏令时）。

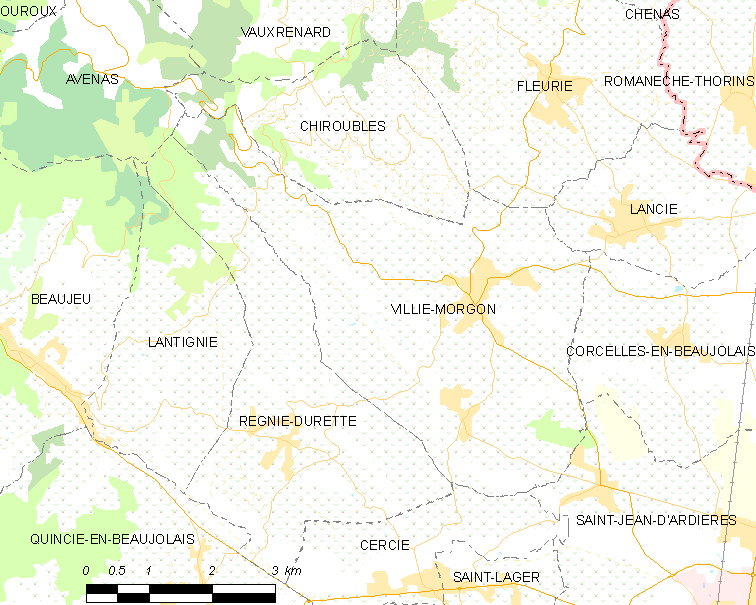
维列莫尔贡的OSM定位图

## 行政
维列莫尔贡的邮政编码为69910，INSEE市镇编码为69267。

## 政治
维列莫尔贡所属的省级选区为博若莱地区贝尔维尔县。

## 人口

1962-2008年间维列莫尔贡人口变化图示

维列莫尔贡于2022年1月1日时的人口数量为2132人。